# Атестація педагогічних працівників
Атестація педагогічних працівників — це система заходів, спрямована на всебічне  комплексне оцінювання їх педагогічної діяльності, за якою визначаються  відповідність педагогічного працівника займаній посаді, рівень його кваліфікації, присвоюється кваліфікаційна категорія, педагогічне звання.
Метою атестації є стимулювання цілеспрямованого безперервного підвищення рівня професійної компетентності педагогічних працівників, росту їх професійної майстерності, розвитку творчої ініціативи, підвищення престижу й авторитету, забезпечення ефективності навчально-виховного процесу.
Основними принципами атестації є відкритість та колегіальність, гуманне та доброзичливе ставлення до педагогічного працівника, повнота, об'єктивність та системність оцінювання його педагогічної діяльності.
Відповідно до частини четвертої статті 54 Закону України «Про освіту» педагогічні працівники підлягають атестації. За результатами атестації визначаються відповідність працівника займаній посаді, рівень його кваліфікації, присвоюються категорії, педагогічні звання.

## Чергова та позачергова атестація
Атестація може бути черговою або позачерговою. 
Чергова атестація здійснюється один раз на п'ять років. 
Умовою чергової атестації педагогічних працівників є обов'язкове проходження не  рідше одного разу на п'ять років підвищення кваліфікації на засадах вільного вибору форм навчання, програм і навчальних закладів. Ця вимога не  розповсюджується на педагогічних працівників, які працюють перші п'ять років після закінчення вищого навчального закладу. 

Позачергова атестація проводиться за заявою працівника з метою підвищення кваліфікаційної категорії (тарифного розряду) або за поданням керівника, педагогічної ради навчального закладу чи відповідного органу управління освітою з метою присвоєння працівнику кваліфікаційної категорії, педагогічного звання та у разі зниження ним рівня професійної діяльності.
Позачергова атестація з метою підвищення кваліфікаційної категорії може  проводитися не раніш як через два роки після присвоєння  попередньої.  
Позачергова атестація керівних кадрів проводиться за поданням керівника  відповідного  органу управління освітою при неналежному виконанні  посадових  обов'язків.

## Атестаційна комісія
Рішення атестаційної комісії є підставою для звільнення педагогічного працівника з роботи у порядку, встановленому законодавством.

## Атестація педагогічних працівників навчальних закладів за видами освіти
дошкільного навчального закладу незалежно від підпорядкування, типів і форми власності є обов'язковою і здійснюється, як правило, один раз на 5 років відповідно до Типового положення про атестацію педагогічних працівників України, затвердженого спеціально уповноваженим центральним органом виконавчої влади у галузі освіти і науки. За результатами атестації педагогічних працівників дошкільного навчального закладу визначається відповідність педагогічного працівника займаній посаді, встановлюється його кваліфікаційна категорія (спеціаліст, спеціаліст ІІ категорії, спеціаліст І категорії, спеціаліст вищої категорії), може бути присвоєно відповідне педагогічне звання вихователям – «Вихователь-методист», а вихователям-методистам – «Старший вихователь», учителям усіх спеціальностей – «Старший вчитель», «Вчитель-методист».
загальноосвітнього навчального закладу незалежно від підпорядкування, типів і форм власності є обов'язковою і здійснюється, як правило, один раз на 5 років відповідно до Типового положення про атестацію педагогічних працівників, затвердженого Міністерством освіти України. За результатами атестації педагогічних працівників загальноосвітніх навчальних закладів визначається відповідність педагогічного працівника займаній посаді, присвоюється кваліфікаційна категорія (спеціаліст, спеціаліст другої категорії, спеціаліст першої категорії і спеціаліст вищої категорії) та може бути присвоєно педагогічне звання (старший учитель, учитель-методист, вихователь-методист, педагог-організатор-методист тощо). Положення про кваліфікаційні категорії та педагогічні звання затверджуються Міністерством освіти України.
професійно-технічного навчального закладу: Для визначення відповідності педагогічного працівника займаній посаді, рівня його кваліфікації проводиться атестація. Періодичність обов'язкової атестації та порядок її проведення встановлюються спеціально уповноваженим центральним органом виконавчої влади у сфері професійно-технічної освіти. Рішення атестаційної комісії є підставою для присвоєння педагогічному працівникові відповідної категорії або звільнення його з роботи у порядку, передбаченому законодавством.
позашкільного навчального закладу: незалежно від підпорядкування, типу і форми власності здійснюється, як правило, один раз у 5 років відповідно до Типового положення про атестацію педагогічних працівників, затвердженого спеціально уповноваженим центральним органом виконавчої влади в галузі освіти.